# (4441) Toshie
(4441) Toshie (1985 BB) – planetoida z pasa głównego asteroid okrążająca Słońce w ciągu 5 lat i 35 dni w średniej odległości 2,96 j.a. Została odkryta 26 stycznia 1985 roku.